# Chrysochlorina castanea
Chrysochlorina castanea är en tvåvingeart som först beskrevs av Macquart 1838.  Chrysochlorina castanea ingår i släktet Chrysochlorina och familjen vapenflugor. Inga underarter finns listade i Catalogue of Life.